# Chłodnica Lamblina
Chłodnica Lamblina – typ lotniczej chłodnicy silnika zaprojektowanej przez Alexandre'a Lamblina około 1918.
Zaprojektowana przez Lamblina chłodnica była dwukrotnie bardziej wydajna od używanych wcześniej lotniczych chłodnic silnikowych i była bardziej aerodynamiczna. Chłodnica Lamblina (pierścieniowa) zbudowana była z długiego pierścienia (rury w której ściankach płynęła woda) do której zarówno na zewnątrz jak i wewnątrz przymocowane były miedziane żebra. Chłodnice tego typu znane były popularnie znane jako casiers à homard (dosłownie „pułapka, sieć na homary”) które przypominały wyglądem.
Chłodnice Lamblina instalowane były pojedynczo lub w parach, zazwyczaj na osłonie silnika ale także pod skrzydłami lub na stałym podwoziu, używane były w licznych samolotach w latach 20. i 30. XX wieku.